# 藍場浜公園

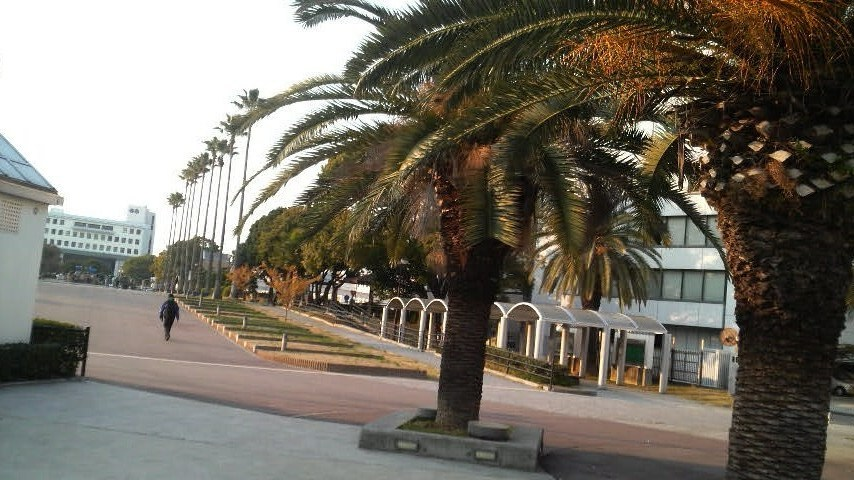
公園内の広場

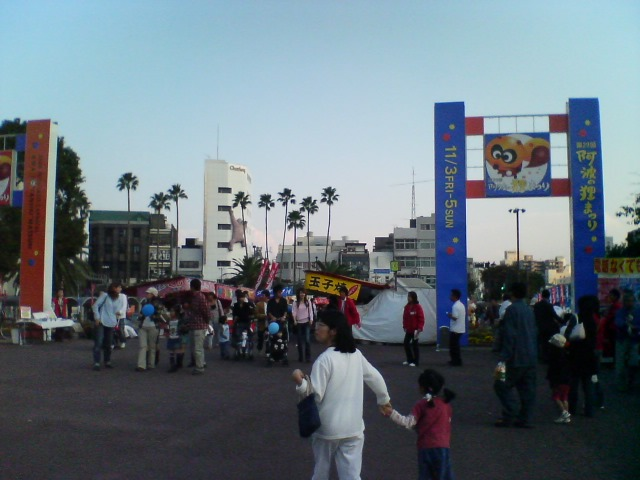
阿波の狸まつり会場

藍場浜公園（あいばはまこうえん、Aibahama Park）は、徳島県徳島市藍場町にある公園。

## 概要
徳島市内の中心を流れる新町川沿いにあり、新町川公園と隣接している。
4月にははな・はる・フェスタが催され、お盆には阿波踊りの演舞場として利用されている。11月には、徳島のふるさとの良さを体感してもらうことを目的とされた、ふるさとカーニバル阿波の狸まつりが開催されている。
また公園内には徳島県郷土文化会館があり、そちらでも様々な催しが行われている。
公園内には俳人・今枝蝶人の句碑が建てられている。

## 公園内の施設
- 徳島県郷土文化会館
- 徳島県営藍場町地下駐車場

## イベント
- はな・はる・フェスタ（4月）
- ストーンフェア（4月下旬～5月上旬）
- 徳島ひょうたん島水都祭（7月）
- 阿波おどり（8月）
- マチ☆アソビ（5月・10月）
- 阿波の狸まつり（11月）

## 交通
- JR徳島駅、バスターミナルから徒歩で約5分。
- JR佐古駅より徒歩10分。

## 新町川沿いにある公園
- 新町川公園
- 新町川水際公園
- 徳島こども交通公園
- ケンチョピア（みなと公園）